# Monacilioni
Monacilioni es un pueblo italiano perteneciente a la provincia de Campobasso, región de Molise, que está situado aproximadamente a 21 kilómetros al noreste de la capital de la homónima provincia. Consta de 487 habitantes (Al 31 de diciembre de 2017), con una superficie de 27,08 kilómetros cuadrados y una densidad poblacional de 24 habitantes por kilómetro cuadrado. Se encuentra a 590 metros sobre el nivel del mar.

## Historia
Alrededor del siglo XIII el pueblo era mencionado en algunos documentos oficiales con el nombre de "Castro Monachi Leonis". La selección de este nombre puede derivar de la localización de la antigua población, que estaba próxima a una pequeña iglesia dedicada a "S. Monachi Leonis", benedictino coevo de los protectores de Guglionesi y Larino (S. Adamo y S. Pardo). Dos siglos más tarde el nombre ya había mutado a "Castrum Monacilionis", transformado luego in "Monceglione" y posteriormente en "Monaciliuni" en el siglo XVI. Durante el periodo longobardo el feudo de Monacilioni pertenece al Ducado de "Benevento". Mientras en la época longobarda comenzó a formar parte de las posesiones de los Conti del Molise. Hacia finales del siglo XIV, y más precisamente en 1387, el feudo fue asignado a Tommaso Boccapianola. Alrededor de 1555 el feudo fue vendido por la madre de Giovanni di Capua en favor de Felice di Gennaro, el cual a su vez lo cedió a Giovanni Alberto Locatelli de Bergamo en 1561.

## Monumentos
- Iglesia de San Rocco
- Iglesia de Santa Benedetta
- Iglesia de Santa Reparata

## Evolución demográfica
| Gráfica de evolución demográfica de Monacilioni entre 1861 y 2001 |
|                                                                   |
| Fuente ISTAT - elaboración gráfica de Wikipedia                   |